# 1968 na rádio
Nesta página encontrará referências aos acontecimentos directamente relacionados com a rádio ocorridos durante o ano de 1968.

## Nascimentos
| Data       | Nome         | Profissão  | Nacionalidade | Observações | Ref |
| ---------- | ------------ | ---------- | ------------- | ----------- | --- |
| 24 de maio | Janine Borba | jornalista | Brasil        |             |     |

## Mortes
| Data | Nome | Profissão | Nacionalidade | Observações | Ref |
| ---- | ---- | --------- | ------------- | ----------- | --- |